# Ярослава Сурмач-Міллс
Яросла́ва Су́рмач-Мі́ллс (англ. Yaroslava Surmach Mills; 11 липня 1925, Нью-Йорк — 17 вересня 2009, Денвер) — американська художниця, ілюстраторка українського походження. 

## Біографія
Народилася в Нью-Йорку, США. Була донькою українських іммігрантів першої хвилі, власників книгарні «Сурма» в Нью-Йорку. Отримала диплом у галузі мистецтва в Коледжі Купер Юніон. Працювала ілюстраторкою дитячих часописів, малювала на склі. Знавчиня візантійського канону та іконографії. Викладала курси готичного та кельтського ілюмінування і каліграфії у Мангетенвілському коледжі (1950—1955). 1956 року побувала в Україні. Дружина американського соціолога Чарльза Міллса (1959). Авторка вітражів Української католицької церкви св. Великомученика Димитрія в Торонто (1974—2008), вітражів головного входу будівлі Сенату штату Нью-Йорк. Головна художниця і редакторка дитячого журналу «Humpty Dumpty». Авторка ілюстрацій дитячої книги «Рукавичка» (1964, The Mitten). Померла в Денвері, США.

## Ілюстрації до книг
- Ivanko and the Dragon: An Old Ukrainian Folk Tale (1969)
- A Lion for a Sitter (1969)
- I Like You and Other Poems for Valentine’s Day (1976)
- The Mitten (1964, 1989)